# Plaza Mayor de Palma de Mallorca
La plaza Mayor de Palma de Mallorca (en catalán: plaça Major de Palma) está situada en el distrito centro de la ciudad de Palma de Mallorca (Mallorca, Islas Baleares, España), a pocos metros de otros monumentos significativos como la iglesia de San Miguel o el teatro Principal. 

## Situación
La plaza Mayor de Palma de Mallorca se encuentra en la zona centro de la ciudad, muy cerca de la iglesia de Santa Eulalia y del ayuntamiento de la capital balear. Nacen de la plaza Mayor las calles de San Miguel, Jaime II, Colón y Sindicato, que se extienden hasta el ensanche de la ciudad.

## Historia
El espacio que ocupa la plaza Mayor de Palma de Mallorca es el del antiguo convento de San Felipe Neri y algunas casas vecinas. Hasta el año 1823 la plaza fue sede de la Inquisición. Una vez derribada la sede de la Inquisición, pasaron diez años antes de que se iniciaran las obras de la primera ala, que fue terminada en el año 1838. Las obras se prolongaron hasta bien entrado el siglo XX, con la construcción de un aparcamiento subterráneo y unas galerías comerciales.
Tiene planta rectangular y el perímetro porticado, sobre el que se alzan edificios de tres o cuatro pisos. Saliendo hacia la plaza del Marqués del Palmer, en el número 1 se encuentra el edificio El Águila el que comparte la estructura metálica del cuerpo inferior con Can Rey, dos edificios de principios del siglo XX, construidos siguiendo el modelo del modernismo catalán, con una abundante decoración en las fachadas, donde destacan las cerámicas policromadas de la fábrica mallorquina La Roqueta.